# Owe Husáhr
Ragnar Owe Osvald Husáhr, född 1 juli 1921 i Mora, Kopparbergs län, död 20 februari 1958 i Stockholm (folkbokförd i Borlänge, Kopparbergs län), var en svensk författare.

## Biografi
Husáhr tog 1943 maskinteknisk ingenjörsexamen vid Stockholms Tekniska Institut, och arbetade därefter som försäljningsingenjör i Stockholm och Skåne. Som författare debuterade han med romanen Gör mitt mörker ljust (1945), som handlar om en bondson och student som efter en vistelse på mentalsjukhus återvänder till faderns gård, och omväxlande skildrar de friska och sjuka sidorna i jagberättarens psyke. Intresset för det mänskliga psyket, och på olika sätt avvikande människor – dels sociala särfall och mentalsjuka, dels karriärister och egoister – är återkommande i Husáhrs författarskap.
Genombrottet kom 1949 med romanen Mistluren, för vilken han tilldelades Svenska Dagbladets litteraturpris samma år. Med realism och osökt självklarhet skildrar Husáhr i romanen, vars handling är förlagd till en svensk kuststad, hur maken i ett stagnerat äktenskap lever i själslig isolering från hustrun och ständig skräck efter att ha förskingrat pengar. Även äktenskapsproblematiken och kärlekens psykologi är återkommande teman i författarskapet.
Den mest betydande romanen i Husáhrs författarskap får anses vara Nattens väv (1953), där fem gruvarbetare efter ett ras blir instängda i ett gruvschakt i en liten norrländsk gruvby. Här skildras de  inre och yttre banden mellan männen i schaktet och deras anhöriga, pendlande mellan ovisshet, skräck och självrannsakan. Romanen ger en mångfasetterad bild av människokollektivet i byn, och filmatiserades senare som Männen i mörker (1955) i regi av Arne Mattsson. Förutom prosa skrev Husáhr i mindre omfattning även dramatik, och fick ett antal hörspel uppsatta av Radioteatern.

### Privatliv
Owe Husáhr var son till köpmannen Ragnar Husáhr och Edith, född Kocken. Från 1946 var han gift med Maj Birgit Göransson.
Han är begravd på Stora Tuna kyrkogård.

## Priser och utmärkelser
- 1949 – Svenska Dagbladets litteraturpris (delat med Werner Aspenström, Folke Dahlberg och Lars Göransson)
- 1951 – Boklotteriets stipendiat
- 1954 – Boklotteriets stipendiat
- 1957 – Boklotteriets stipendiat